# Bacugno
Bacugno  è una frazione del comune italiano di Posta, in provincia di Rieti (Lazio).

## Storia
L'abitato è stato identificato da un'iscrizione, attualmente collocata nella chiesa di Santa Maria della Neve, con l'antico centro di Forum Decii, citato da Plinio tra le località della Sabina.
Il nome del paese deriva da quello dell'antica dea Vacuna adorata dai Sabini; sembra che qui sorgesse un importante santuario in suo onore.

### Strage di Bacugno

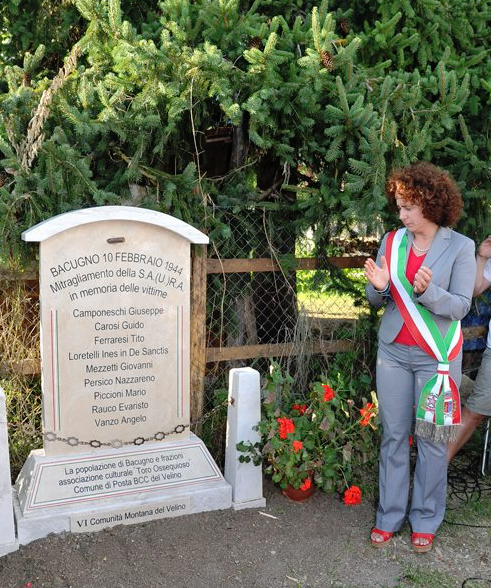
Il memoriale della strage di Bacugno

Durante la seconda guerra mondiale, Bacugno fu teatro di un violento massacro. Il 10 febbraio 1944, come ogni mattina, un'autocorriera della SAURA partita da Amatrice percorreva la Salaria in direzione sud quando, verso le 8, mentre attraversava il piccolo abitato di Bacugno di Posta, fu avvistata dai caccia angloamericani in cerca di fascisti. In un attimo, l'automezzo fu centrato da una scarica di proiettili che lo fece sbandare paurosamente fra le grida dei passeggeri. L'autobus si fermò sul ciglio della strada, immobile e fumante. Al suo interno v'era il caos più totale; tra i morti e i feriti agonizzanti, tra il sangue sparso ovunque e i corpi sovrapposti aggrovigliati in un ultimo abbraccio, si distinsero gli autisti Evaristo Rauco e Mario Piccioni che tentarono con tutti i mezzi di aprire le porte rimaste bloccate. Sembrava tutto passato quando gli aerei angloamericani si avventarono nuovamente sulla corriera immobile e fu strage.
Dalla corriera in fiamme furono estratti tredici morti –tra cui il Commissario Prefettizio e Commissario di Fascio di Amatrice Giovanni Mezzetti, l'autista Evaristo Rauco e il secondo autista Mario Piccioni –e diciassette feriti tra cui il Brigadiere dei Carabinieri Adamo Silvestri e il Milite della GNR Romolo Glassetti. Recentemente è stato proposto ai sindaci di Posta e Amatrice di erigere un monumento a perenne memoria sul luogo della strage.

## Tradizioni e folclore: la festa del toro ossequioso

### La festa e i suoi riti
Le celebrazioni in onore di S. Maria della Neve ricorrono ogni anno il 5 di agosto, in coincidenza con la ricorrenza liturgica che trae origine dalla leggenda secondo la quale papa Liberio nel 352 d.C. assistette al miracolo della nevicata sul colle Esquilino di Roma, dove subito dopo fece fondare l'ancora esistente chiesa di Santa Maria Maggiore.
Ancora oggi questa tradizione conserva al suo interno alcuni elementi rituali che, pur essendo da secoli integrati nel quadro complessivo di matrice cristiana, sono tutt'oggi riconosciuti come molto antichi, addirittura risalenti a culti di origine sabina.
Evento centrale della celebrazione in onore di S. Maria della Neve è la triplice genuflessione del toro di fronte alla statua della Vergine. Questa tradizione si compone, inoltre, di altri elementi rituali di grande valore spettacolare: il Manocchio, il Solco e i Ciambelletti.
Nella serata del 5 agosto nel corso degli anni si sono esibiti Stefano Rosso, Eros Ramazzotti, Luca Barbarossa, Donatella Rettore, Dario Cassini, Orietta Berti, Mimmo Locasciulli, I cugini di campagna, Drupi, Fiordaliso, Mario Castelnuovo, Martufello, Edoardo Vianello, Mago Alivernini, Antonello Costa, Emanuela Aureli, Padre Cionfoli, Ambrogio Sparagna, David Riondino e Carmine Faraco.

### Toro ossequioso
Le origini della tradizione del toro vengono generalmente fatte risalire dagli studiosi all'era precristiana. Il toro, addestrato e curato tutto l'anno dagli abitanti del paese, si inginocchia la mattina del 5 agosto al cospetto della statua della Vergine Mària, nel sagrato della Chiesa di S. Maria della Neve in Bacugno. Prima di iniziare il suo tragitto verso la chiesa, la mattina del 5 agosto il toro viene "bardato". Una mantella sul dorso, nastri rossi sulle lunghe corna, e un filo tra di esse lungo il quale sono inanellate una serie di monetine, simbolo e auspicio anch'esse di ricchezza e prosperità.

### Il Solco diritto

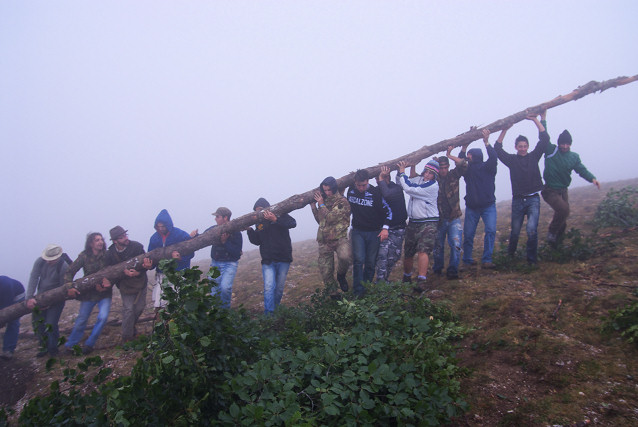
Trasporto della biffa da innalzare

Il solco rappresenta la celebrazione del lavoro campestre, l'auspicio di un fruttuoso esito del raccolto.
Nella notte del 3 agosto i "solcatori" partono alla volta del Monte Boragine, dove giungono all'alba. Qui inizia il taglio di un palo di faggio ("biffa") che, trasportato a spalla sulla cima, viene piantato come segnale per l'inizio della tracciatura del solco diritto, che da qui si dirige fino al paese in corrispondenza dell'entrata della chiesa. I solcatori ridiscendono dal monte facendo una sosta nel paese di Vetozza, dove gli abitanti offrono loro un ristoro prima della ripresa del cammino verso Bacugno. Qui li accolgono il pranzo tradizionale e il suono delle musiche e dei balli tradizionali.

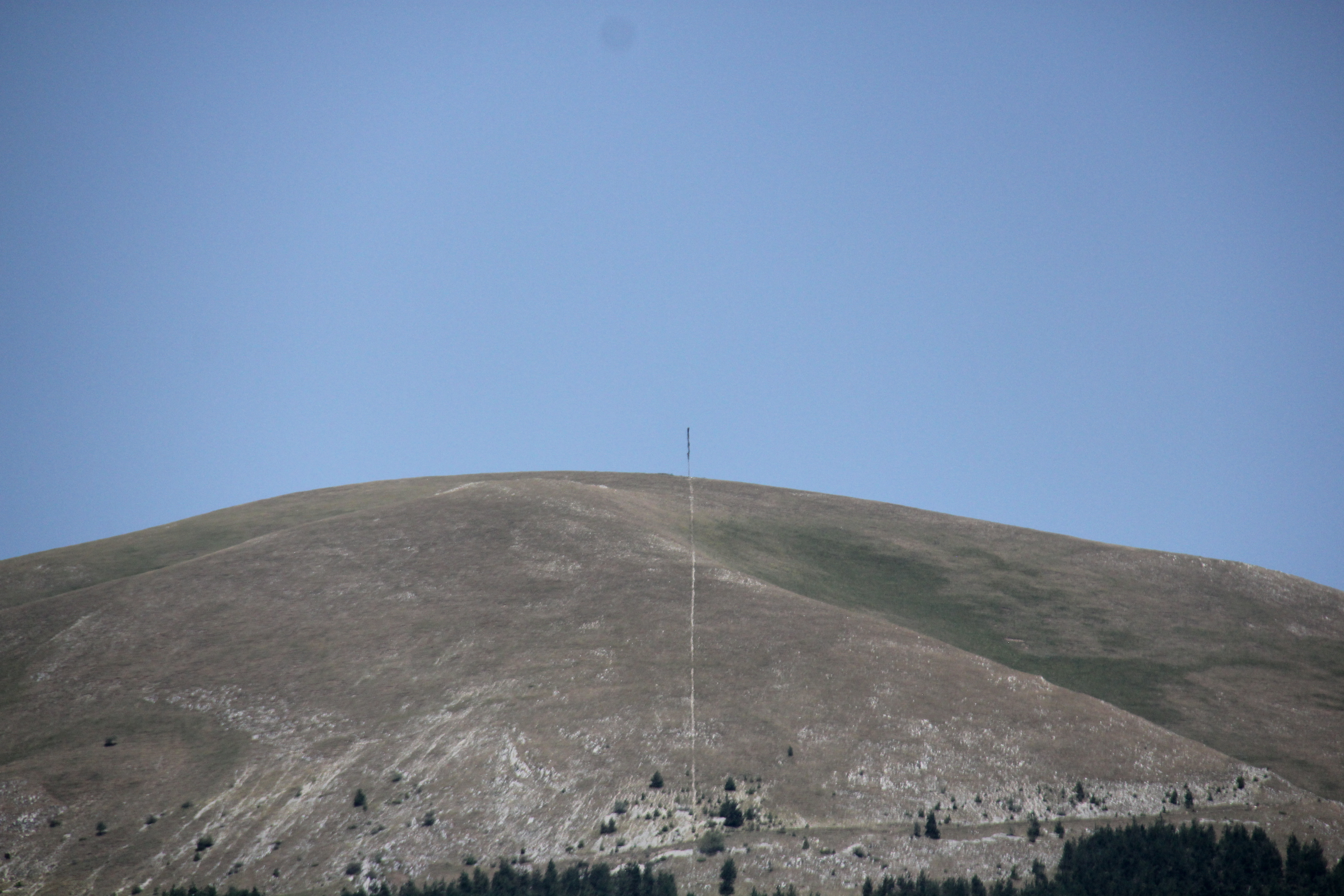
Biffa innalzata e solco sulla montagna

Il solco sul monte Boragine era stato tracciato l'ultima volta nei primi anni 50. Ma quel solco creò inaspettatamente un problema. Gli anni successivi solo un paio di volte venne fatto partire in posti diversi. Per il resto lo si tracciò sempre sul Boragine facendolo divenire troppo profondo, complice l'acqua dei temporali. Finché il Corpo Forestale dello Stato diffidò il comitato dal fare altri solchi. Da allora si è praticamente obbligati allo stesso tracciato ed è diventato inutile l'uso del piccone o del piombo per individuare la direzione, che erano sempre stati gli attori principali della manifestazione.

### Il Manocchio

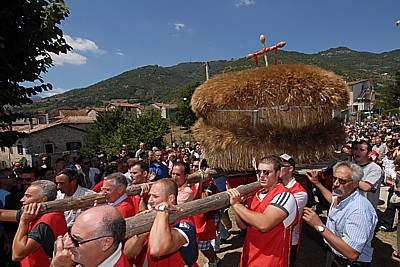
Il Manocchio in processione

È un grande covone di grano, fatto di spighe raccolte in piccoli mazzetti.
Una volta terminata la lavorazione viene cinto con una treccia di spighe e alla sua sommità viene poggiata una croce fatta di spighe di grano. Esso viene trasportato a spalla per le vie del paese durante la processione.
Nel momento in cui il manocchio fa il suo ingresso nel sagrato della chiesa una delle ragazze del paese, in costume tradizionale, lancia nelle quattro direzioni cardinali il ciambello, un gesto che richiama rituali di epoca romana. Il manocchio è portato a spalla da sedici persone. Esso viene realizzato i giorni prima della festa da tutta la popolazione mettendo insieme i mazzetti di grano da essa realizzati. Raggiunta la dimensione desiderata il manocchio viene legato con un sistema di corde che conferiscono ad esso la forma circolare. Le corde vengono nascoste da una treccia di spighe di grano che cinge l'intera struttura. La forma "affungata" è data da una particolare lavorazione che consiste nel bagnare il grosso covone affinché le spighe si ammorbidiscano e diventino modellabili. Eseguita questa prima operazione il manocchio viene "pettinato" usando una coperta di lana che, posta sull'estremità dello stesso, viene ruotata in senso orario in modo tale da dare alle spighe lo stesso verso. L'ultimo passaggio è quello della famosa croce fatta di spighe di grano che viene inserita sull'estremità del covone.
Completate tutte le operazioni, il manocchio viene posto su una struttura in legno formata da una base centrale su cui poggia il manocchio stesso, mentre ai due lati sono fissate due lunghe "stanghe" (aste) che facilitano il trasporto in spalla da parte dei "manocchiari".

## Cultura

### Il canto a braccio: la poesia estemporanea e la musica strumentale
La tradizione della poesia estemporanea ha nell'incontro che da sempre si tiene a Bacugno in agosto uno dei momenti più significativi. Si raccolgono a Bacugno, infatti, poeti provenienti da molte regioni del centro Italia. La poesia improvvisata in ottava rima ha origine, ritengono alcuni studiosi, in seguito alla diffusione della letteratura classica (Virgilio, Dante, Tasso) nei formati tascabili in edizione economica. È, come noto, la poesia dei pastori e dei contadini, coi quali questa pratica inizia e si diffonde fino ad arrivare, con la transumanza e le migrazioni, nelle grandi città come Roma.
Durante l'esibizione viene assegnato ai poeti un tema su cui improvvisare una composizione in endecasillabi, generalmente nella forma dell'ottava classica (sei versi a rima alternata più gli ultimi due a rima baciata), ma anche in terzine o quartine. Nel corso della serata si ha poi l'occasione di assistere anche a improvvisazioni libere dai temi ed a momenti in cui il contrasto tra i poeti si fa acceso e sferzante. L'incontro di Bacugno ha, nelle intenzioni di chi lo organizza, l'intenzione di costituire un punto di raccordo e riferimento per gli ultimi esponenti di questa preziosa tradizione plurisecolare.

## Economia
Nell'abitato si contano due ristoranti, due bar, un forno, due alimentari, due agriturismi e una ferramenta. Fino agli anni '70 erano presenti anche una banca, un ufficio postale e un albergo poi chiusi per lo spopolamento delle campagne.

## Infrastrutture e trasporti

### Strade

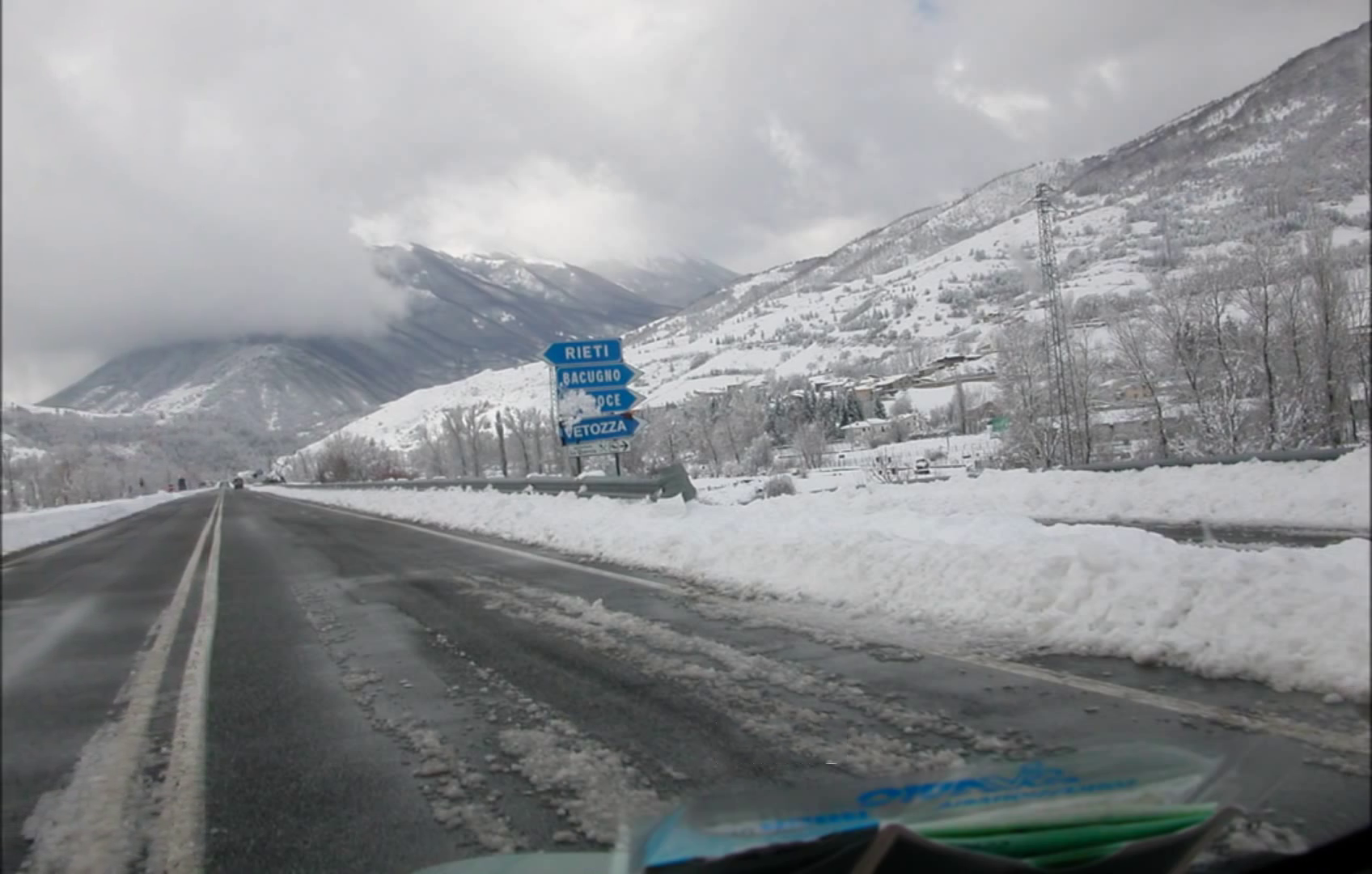
Lo svincolo di Bacugno sulla strada statale Salaria

Bacugno sin dall'antichità si trova lungo la Via Salaria, e oggi è servito da uno svincolo della strada statale 4 "Salaria", che è in buona parte una strada a scorrimento veloce (sebbene il tratto Sigillo-Rieti attenda ancora di essere trasformato in superstrada).

### Ferrovie
Bacugno non è servito da alcuna linea ferroviaria. Il paese avrebbe dovuto essere collegato dalla Ferrovia Salaria (Roma-Rieti-Ascoli Piceno-San Benedetto del Tronto), che fu più volte progettata ma mai realizzata.